# 植劇場
《植劇場》（英語：Qseries）為台視、八大電視和公共電視共同監製的臺灣電視劇系列，是由數部設有主題的劇集作品組成之單元劇。由王小棣、蔡明亮、陳玉勳、瞿友寧、王明台、許傑輝、徐輔軍與安哲毅等八名導演籌畫，共同投入人才培育及戲劇的製作，並邀來徐譽庭、溫郁芳、陳世杰、王詞仰、張可欣與詹俊傑等金鐘編劇執筆，吳慷仁、柯淑勤、樊光耀、楊丞琳、張書豪、簡嫚書、施易男、黃河與安心亞等知名演員領銜主演。
第一季主題分為「愛情成長」、「驚悚推理」、「靈異恐怖」與「原著改編」四大類型，每一類型共有兩部作品，每部作品約6至7集，全系列共8部52集。台視主頻自2016年8月19日至2017年8月18日間於週五優質戲劇時段首播，八大綜合台與八大戲劇台則於台視播出後的隔日聯播，公視主頻則是在2017年1月2日起開始排播全系列。
第一季前5部作品由台視與八大分別報名第52屆金鐘獎，《戀愛沙塵暴》、《荼蘼》、《姜老師，妳談過戀愛嗎？》及《天黑請閉眼》共為《植劇場》取得24項入圍紀錄，最終奪得5項大獎，《積木之家》則未能獲得評審的青睞。而於第53屆金鐘獎，《夢裡的一千道牆》、《花甲男孩轉大人》及《五味八珍的歲月》共為《植劇場》取得15項入圍紀錄，最終奪得4項大獎。

## 全系列
| 季數 | 系列         | 作品                   | 集数 | 集数 | 首播日期       | 首播日期       |
| 季數 | 系列         | 作品                   | 集数 | 集数 | 首映           | 季终           |
| ---- | ------------ | ---------------------- | ---- | ---- | -------------- | -------------- |
| 1    | 愛情成長系列 | 戀愛沙塵暴             | 52   | 7    | 2016年8月19日  | 2016年9月30日  |
| 1    | 愛情成長系列 | 荼蘼                   | 52   | 6    | 2016年10月7日  | 2016年11月11日 |
| 1    | 驚悚推理系列 | 姜老師，妳談過戀愛嗎？ | 52   | 6    | 2016年11月18日 | 2016年12月23日 |
| 1    | 驚悚推理系列 | 天黑請閉眼             | 52   | 7    | 2016年12月30日 | 2017年2月17日  |
| 1    | 靈異恐怖系列 | 積木之家               | 52   | 7    | 2017年2月24日  | 2017年4月7日   |
| 1    | 靈異恐怖系列 | 夢裡的一千道牆         | 52   | 6    | 2017年4月14日  | 2017年5月19日  |
| 1    | 原著改編系列 | 花甲男孩轉大人         | 52   | 7    | 2017年5月26日  | 2017年7月7日   |
| 1    | 原著改編系列 | 五味八珍的歲月         | 52   | 6    | 2017年7月14日  | 2017年8月18日  |

### 各系列

#### 愛情成長系列

##### 戀愛沙塵暴
由擅長幽默、溫暖風格的日籍導演北村豐晴執導，《含苞欲墜的每一天》金鐘編劇溫郁芳搭檔多次合作的張可欣編劇共同主筆。演員陣容包括金鐘獎得主吳慷仁、柯淑勤與樊光耀搭檔新人演員陳妤、鄧育凱、許光漢、葉星辰以及葉辰莛領銜主演。
劇情以荒謬喜劇的風格呈現，描繪主角林氏一家人的婚姻以及愛情生活，從各自面臨的難題中學習成長。本劇雖然未能取得收視佳績，但卻獲得影評人以及觀眾的好評，導演、編劇以及演員的表現均獲得讚賞，並以九項提名紀錄成為第52屆金鐘獎入圍贏家，並榮獲戲劇節目女主角獎（柯淑勤）以及戲劇節目新進演員獎（陳妤）。

##### 荼蘼
由《我可能不會愛你》金獎編劇徐譽庭攜手恩師王小棣以及《花是愛》導演黃天仁共同打造，影歌雙棲的金鐘視楊丞琳搭檔顏毓麟領銜主演。故事描繪走到人生叉路口的女性所面對的選擇題，播出後收獲普遍的好評，楊丞琳的演出與徐譽庭的劇本皆取得不錯的評價，不僅獲得第52屆金鐘獎三項提名，亦獲首爾國際電視節與亞洲電視大獎等海外獎項賞識。

#### 驚悚推理系列

##### 姜老師，妳談過戀愛嗎？
由王明台執導，總監制王小棣與柯雁心、吳怡靜共同執筆，金鐘視帝藍正龍搭檔未來星葉星辰、禾語辰與許光漢領銜主演。劇情以片段的敘事方式，探討許多型式的暴力社會議題，展現人性中幽微的複雜情感，以及道德觀的模糊界線。本劇收視低迷，未能完全緊扣驚悚推理的主題，大膽的呈現手法也沒有帶來太多正面的效益，但演員的表現和劇集的意涵上獲得肯定，並入圍第52屆金鐘獎五項大獎。

##### 天黑請閉眼
由柯貞年與陳玉勳導演共同執導，並領軍王孔澂、傅凱羚、林品君與吳翰杰等編劇，改編金鐘編劇陳世杰與王詞仰、詹俊傑的原創劇本。由簡嫚書與張書豪搭檔陳禕倫、孫可芳、曹晏豪、徐鈞浩、朱盛平、藍雅芸等新人演員以及黃尚禾與黃迪揚共同領銜主演，並於2016年8月13日開鏡。
故事講述一群高中登山社社員因一場私照風波而分道揚鑣的十年後，各自懷著芥蒂於山上的民宿重聚，卻引發一連串的死亡悲劇，由此探究人性。本劇播出後，因劇集類型特殊而獲得熱烈的討論，最終回收視亦取得良好的成績，導演與演員的表現均收獲好評，並入圍第52屆金鐘獎七項大獎，最終奪下戲劇節目獎、戲劇節目女配角獎以及音效獎。

#### 靈異恐怖系列

##### 積木之家
由廖士涵執導，並和詹俊傑、馬自明、鄭婉玭、陸儀、陳昱俐與張可欣等六名編劇合力改編由陳世、王詞仰和詹俊傑創作的原創劇本。由施易男、林子熙、陳婉婷、范宸菲、呂雪鳳、曾少宗、張詩盈與丁也恬領銜主演，劇情講述一對個性迥異的同母異父姊妹，在經歷流產的傷痛後，看似幸福的家庭如積木般崩塌，並透過兇惡鬼魅的纏身，探究家庭的價值，以及人性善與惡的辯證。

##### 夢裡的一千道牆
由王小棣執導，並和柯雁心及吳怡靜共同執筆，由黃河、莫允雯、張逸軍、徐鈞浩、楊傑宇、陳禕倫、朱盛平、管翊君、吳岳擎、劉心宇與吳昆達等人領銜主演。以「執念」為主題，講述人類成為魂魄後，執著於人世間的某一人事物，從中探究人對自身的了解程度，表達對生命的理解以及現實的侷限。

#### 原著改編系列

##### 花甲男孩轉大人
改編自楊富閔的小說《花甲男孩》，由瞿友寧與李青蓉共同執導，楊璧瑩、詹俊傑、吳翰杰以及原作楊富閔共同擔任編劇，盧廣仲、范足妹、蔡振南、龍劭華、今子嫣、康康、阮氏翠恆、柯叔元、楊瓊華、海裕芬、王彩樺、阮安妮、謝盈萱、嚴正嵐、江宜蓉、劉冠廷、曲獻平、林意箴、江常輝與葉辰莛等人領銜主演。
編導將原作中的九篇獨立故事，融進一個大家族之中，藉由靈魂人物「花甲」貫穿整體劇情，並透過主角與阿嬤緊密的關係，描繪一群成年卻未轉大人的男性，經過失敗、掙扎乃至原諒的過程，如何和家人重新聚首、對話，企圖在不完美的生命中，帶給觀眾幸福感。

##### 五味八珍的歲月
金鐘編劇溫郁芳與張可欣第五度合作，共同改編傅培梅的同名著作，由徐輔軍執導，傅培梅的女兒程安琪擔任顧問，安心亞、王滿嬌、孫可芳、李至正、鍾承翰、張耀仁、陳歆姸、江常輝與顏毓麟領銜主演。
改編臺灣電視史上第一位料理主持人傅培梅的生平，描述她早年的生活以及學廚的過程，並透過虛構人物－－幫傭阿春呈現臺灣40年代的庶民文化，試圖從兩名女性的互動中，見證臺灣的族群融合，同時，也經由虛構的現代人物，透過美食串起兩個世代的連結。

## 製作

### 創作與企劃
|                      | 「植」這個耕耘的動作和劇場並列，當然就比較接近嫁接的一種概念或想像了。 |
| ——植劇場總監製王小棣 |                                                                        |

導演王小棣在2015年領軍蔡明亮、陳玉勳、瞿友寧、王明台、許傑輝、徐輔軍與安哲毅等七位導演，一同開闢Q Place表演教室，從初期便投入團隊，嚴格篩選出24位新星作為Q Place的未來星，加以進行演員培訓。團隊亦找來金獎編導助陣，導演陣容另還包括北村豐晴、柯貞年、侯季然、廖士涵與黃天仁等，編劇有徐譽庭、溫郁芳與陳世杰等金鐘獎得主，同時更力邀楊丞琳、吳慷仁、柯淑勤與藍正龍等金鐘視帝后共同投入本系列。期許電視劇能回饋觀眾與社會的廖健行，因和《植劇場》抱有相同的使命感，也在規劃後期加入團隊擔任製作人。
面對台灣電視劇常製播同一類型的戲劇，使得外來劇成為主流而壓制自製戲，王小棣認為「電視是直接走入每一個人家庭，是與社會溝通的管道。」因此製作《植劇場》即是期許能厚土深耕台灣戲劇，給予有想法的編劇、演員、導演與後製人員一個得以滋養與發揮的空間，從演員培訓到編劇、導演等各製作層面一氣呵成，形成缺一不可的鐵三角結構，為愛表演的演員，以及喜歡看表演的觀眾，打造一個「踏實」的平台。「《植劇場》就是一片能讓我們自在呼吸、相偕成長的園地，不僅是小QQ演員在此磨練，包括導演、編劇、幕後工作人員彼此扶持，一起進步。」王小棣說道。
《植劇場》全系列的劇本是密集籌備了一年之久，共分為愛情成長、驚悚推理、靈異恐怖與原著改編四個類型，每一類型共有兩部作品，其中一部較接近傳統架構與發展，另一部則較偏向自由與創新。雖然四種類型風格迥異，但所有編劇都會一起開會，從中瞭解其他編劇如何佈局自己的故事，並互相交流給予意見。雖然臺灣的類型劇已產生長年的斷層，外部環境又影響著劇集的製作和拍攝，但《植劇場》仍企圖推動臺灣製播類型劇，借重驚悚推理與靈異恐怖等在臺灣電視圈較少見的題材，深化戲劇環境的創作力、想像力與邏輯性，藉此促進戲劇工業鏈的成熟與進步，並將這些類型劇本土化，以貼近生活的方式呈現，透過劇本檢視觀眾身處的真實社會以及所存在的問題。《植劇場》有幾部戲的拍攝期是重疊的，因此有些作品是外包給其他製作公司負責，而合作對象的挑選也必須和《植劇場》有相同的理念以及相似的品質。
《植劇場》最重要的就是「培養新人」，除了培育新演員外，亦訓練了年輕的編劇與導演，由金獎編劇指導實習編劇、資深導演提攜新銳導演，安排這四組新編劇與新導演共同合作，以各系列正劇之劇情與人物為基礎，自行發展出多部KUSO「番外篇」，藉此透過新媒體來吸引新生代觀眾，而改編正劇的漫畫則會釋出劇中的一條主線來發展。
王小棣表示要與電視台簽署一年的合約是相當不容易的，她也一直秉持著相信周圍是有相同想法的人，只要往好的方向努力就會有意願存在的信念，最終獲得電視台與募資的大膽支持，得以投資新一代的年輕人與創新的內容，並取得臺灣文化部影視及流行音樂產業局「104年度高畫質旗艦型連續劇製作補助」新臺幣5500萬的補助。
和碩董事長童子賢投資之藝碩（約95%）同三名導演（各佔百分之一點多）合資成立好風光創意執行股份有限公司，業務內容包括《植劇場》的戲劇出品、藝人經紀與宣傳等。在第一季的八部作品播畢後，好風光開始進行組織重整與檢討，而王小棣等八名導演也另組名為「拙八郎」的團隊，著手籌備第二季。2022年5月，第二季正式定名為《茁劇場》。

### 演員
|                    | 植耳、植志、植心 |
| ——《植劇場》企畫書 |                  |

Q Place從300多位報名者中，透過不同考官的面試，甄選出24位潛力新星，作為Q Place的未來星。演員訓練課程包括京劇扎實的身體訓練、認識自身、從現代舞中學習觀察與感受等，幕後團隊嘗試走出一條結合傳統，又不同於當下的訓練方法，同時也並重東西方劇場，安排了小丑等表演課程。劇組企圖透過這些訓練，讓演員學會探索自己的身體，並在日常生活中或在進行角色準備時，懂得自律。第一季的24名未來星，在八部作品播畢後，演藝合約也隨之到期。
《植劇場》除了培育新星外，也邀請眾多知名演員帶領新星，共同領銜演出戲劇作品，其中包含吳慷仁、楊丞琳、藍正龍、施易男、張書豪、簡嫚書、安心亞等演員參與演出。
| 演員   | 登場戲劇        | 登場戲劇        | 登場戲劇               | 登場戲劇        | 登場戲劇        | 登場戲劇        | 登場戲劇        | 登場戲劇        |
| 演員   | 戀愛沙塵暴      | 荼蘼            | 姜老師，妳談過戀愛嗎？ | 天黑請閉眼      | 積木之家        | 夢裡的一千道牆  | 花甲男孩轉大人  | 五味八珍的歲月  |
| ------ | --------------- | --------------- | ---------------------- | --------------- | --------------- | --------------- | --------------- | --------------- |
| 陳妤   | 主演            | Does not appear | Does not appear        | Does not appear | 配角            | Does not appear | Does not appear | 客串            |
| 葉星辰 | 主演            | Does not appear | 主演                   | Does not appear | Does not appear | Does not appear | 特別演出        | Does not appear |
| 許光漢 | 主演            | Does not appear | 主演                   | Does not appear | Does not appear | Does not appear | Does not appear | Does not appear |
| 葉辰莛 | 主演            | Does not appear | Does not appear        | Does not appear | 配角            | Does not appear | 主演            | 客串            |
| 禾語辰 | 配角            | Does not appear | 主演                   | Does not appear | Does not appear | Does not appear | Does not appear | 配角            |
| 江宜蓉 | 配角            | Does not appear | Does not appear        | Does not appear | Does not appear | Does not appear | 主演            | 配角            |
| 范宸菲 | 配角            | 主演            | Does not appear        | 配角            | 主演            | Does not appear | Does not appear | Does not appear |
| 林意箴 | 配角            | 主演            | Does not appear        | Does not appear | Does not appear | 配角            | 主演            | 客串            |
| 劉冠廷 | 配角            | 特別演出        | 主演                   | Does not appear | 配角            | Does not appear | 主演            | 配角            |
| 孫可芳 | 配角            | Does not appear | Does not appear        | 主演            | Does not appear | Does not appear | 客串            | 主演            |
| 徐鈞浩 | 配角            | 配角            | Does not appear        | 主演            | Does not appear | 主演            | Does not appear | Does not appear |
| 朱盛平 | 配角            | Does not appear | Does not appear        | 主演            | Does not appear | 主演            | Does not appear | Does not appear |
| 劉心宇 | 配角            | 配角            | Does not appear        | Does not appear | 配角            | 主演            | Does not appear | 配角            |
| 陳婉婷 | 配角            | 配角            | Does not appear        | Does not appear | 主演            | Does not appear | Does not appear | Does not appear |
| 江常輝 | 配角            | 配角            | 配角                   | Does not appear | 特別演出        | 特別演出        | 主演            | 主演            |
| 管翊君 | 配角            | Does not appear | Does not appear        | Does not appear | 配角            | 主演            | Does not appear | 配角            |
| 顏毓麟 | Does not appear | 主演            | Does not appear        | 配音            | 配角            | Does not appear | 特別演出        | 主演            |
| 吳岳擎 | Does not appear | 主演            | Does not appear        | Does not appear | Does not appear | 主演            | Does not appear | Does not appear |
| 林子熙 | Does not appear | 配角            | Does not appear        | Does not appear | 主演            | 配角            | Does not appear | Does not appear |
| 張耀仁 | Does not appear | 特別演出        | Does not appear        | Does not appear | Does not appear | 配角            | Does not appear | 主演            |
| 楊傑宇 | Does not appear | Does not appear | 配角                   | Does not appear | 配角            | 主演            | Does not appear | Does not appear |
| 陳禕倫 | Does not appear | Does not appear | Does not appear        | 主演            | Does not appear | 主演            | Does not appear | 配角            |
| 陳歆姸 | Does not appear | Does not appear | Does not appear        | Does not appear | 配角            | 配角            | Does not appear | 主演            |
| 嚴正嵐 | Does not appear | Does not appear | Does not appear        | Does not appear | Does not appear | Does not appear | 主演            | Does not appear |

### 亮星計畫
- 期間：2016年8月至2017年8月
- 內容：針對甄選出24位潛力的Q Place的未來星，從2016年8月《戀愛沙塵暴》戲劇開始起跑，到2017年8月《五味八珍的歲月》，經過長達一年評選。

| 演員   | 戲劇作品                       | 角色   | 名次   |
| ------ | ------------------------------ | ------ | ------ |
| 劉冠廷 | 植劇場－花甲男孩轉大人         | 鄭花明 | 第一名 |
| 嚴正嵐 | 植劇場－花甲男孩轉大人         | 方瑋琪 | 第二名 |
| 許光漢 | 植劇場－姜老師，妳談過戀愛嗎？ | 陳威政 | 第三名 |

## 評價
《植劇場》跳脫偶像劇的夢幻設定，以貼近觀眾生活的劇情取得共鳴，並製作精簡的集數，為臺灣的類型劇注入可能性。演員陣容兼具實力，除了吳慷仁、楊丞琳、藍正龍、簡嫚書、張書豪、施易男與安心亞等知名演員外，首次參與戲劇演出的歌手盧廣仲也帶來教人驚豔的演出，而葉星辰、孫可芳、顏毓麟、嚴正嵐、江宜蓉、江常輝以及劉冠廷等新秀，在與資深演員的切磋下，也發揮令人期待的表現，「前輩帶新人」的方式，亦能開發臺灣演員的潛力。《植劇場》另擅用社群、影音包裝、番外短片、訪問、直播與片花等內容，與觀眾進行互動，為臺劇的行銷手法延伸出不同的發展形式。
《植劇場》雖然收穫好評，但也反映出臺灣製作類型劇的經驗不足，即便集數已精簡，但在懸疑推理與靈異恐怖兩類型上，仍有拖台錢的現象。

## 爭議

### 靠北影視
在《花甲男孩轉大人》的拍攝期間，《植劇場》遭匿名指稱為血汗工廠，經常超時、加場，對此，瞿友寧導演表示自己一直都很關心工作人員，也敞開著溝通的管道，面對電視圈大環境的艱困，亦會反求諸己。而總監製王小棣聞訊後，便召集了劇組，希望工作人員能夠直接反應不滿之處，讓劇組得以改進。

### 編劇版權
《天黑請閉眼》與《積木之家》的原創編劇陳世杰於2018年1月13日在個人Facebook上控訴自己並未收到稿費，直指和碩董事長童子賢旗下的CEO趙儷玲剝削《植劇場》的編劇群，要他們簽下放棄版權的不合理條約。陳世杰一開始不願簽署合約並拒領薪資，但經王小棣的溝通，為方便製作公司申請高畫質補助，而勉強簽署了著作權讓渡合約，和創作夥伴王詞仰僅領取微薄的費用，但他事後聞言自己必須花錢才能買回著作，且若未簽署版權讓渡切結書將無法領取薪資，這令他相當氣憤，雙方的協議也因此陷入僵局。
王小棣表明節目的資金進出、帳目以及編劇的工作時間都有紀錄，盼陳世杰與和碩旗下的藝碩文創勿傷害《植劇場》，而八名導演在內的《植劇場》創始團隊也發出聯合聲明，表示劇組未積欠任何編劇費用，稱陳世杰的薪資爭議是源自他和好風光創意執行股份有限公司未在協議中達成共識所造成，雖然他們不鼓勵陳世杰捍衛權益的方式，但支持他力抗編劇不平等條約的現狀，不過仍期望能以正面導向的方式，來探討大環境裡的編劇權益。
對於童子賢的友人稱陳世杰應將矛頭指向已離職的好風光執行長楊斯亞時，陳世杰明確點名是趙儷玲主導著作權讓渡書的簽署，不過他同時也感謝童子賢對影視創作的傾力相挺，亦澄清自己並非針對《植劇場》或是任何相關的創作團隊，甚至很珍惜這次的合作經驗，但面對不友善的環境，他仍想藉此機會改善陋習、捍衛權益，並表示自己不會保持沉默，且會繼續努力。《荼蘼》編劇徐譽庭也在個人Facebook上，分享自己過去為了爭取版權，曾透過先出小說成為IP劇、擔任製作方或是事先確認合約等方式來保護自己，而她這次亦同樣未擁有《荼蘼》的版權，在期盼雙方冷靜之餘，也期望能藉此話題爭取臺灣戲劇的共贏。

## 獎項
| 年度 | 大獎           | 獎項               | 入圍者                                                         | 作品                       | 結果 |
| ---- | -------------- | ------------------ | -------------------------------------------------------------- | -------------------------- | ---- |
| 2017 | 首爾國際電視節 | 迷你劇作品賞       | 《荼蘼》                                                       | 《荼蘼》                   | 提名 |
| 2017 | 第52屆金鐘獎   | 戲劇節目獎         | 《天黑請閉眼》                                                 | 《天黑請閉眼》             | 獲獎 |
| 2017 | 第52屆金鐘獎   | 戲劇節目獎         | 《戀愛沙塵暴》                                                 | 《戀愛沙塵暴》             | 提名 |
| 2017 | 第52屆金鐘獎   | 戲劇節目男主角獎   | 吳慷仁                                                         | 《戀愛沙塵暴》             | 提名 |
| 2017 | 第52屆金鐘獎   | 戲劇節目男主角獎   | 樊光耀                                                         | 《戀愛沙塵暴》             | 提名 |
| 2017 | 第52屆金鐘獎   | 戲劇節目男主角獎   | 藍正龍                                                         | 《姜老師，妳談過戀愛嗎？》 | 提名 |
| 2017 | 第52屆金鐘獎   | 戲劇節目女主角獎   | 柯淑勤                                                         | 《戀愛沙塵暴》             | 獲獎 |
| 2017 | 第52屆金鐘獎   | 戲劇節目女主角獎   | 楊丞琳                                                         | 《荼蘼》                   | 提名 |
| 2017 | 第52屆金鐘獎   | 戲劇節目男配角獎   | 章可中                                                         | 《姜老師，妳談過戀愛嗎？》 | 提名 |
| 2017 | 第52屆金鐘獎   | 戲劇節目男配角獎   | 許光漢                                                         | 《姜老師，妳談過戀愛嗎？》 | 提名 |
| 2017 | 第52屆金鐘獎   | 戲劇節目男配角獎   | 黃尚禾                                                         | 《天黑請閉眼》             | 提名 |
| 2017 | 第52屆金鐘獎   | 戲劇節目男配角獎   | 路斯明                                                         | 《荼蘼》                   | 提名 |
| 2017 | 第52屆金鐘獎   | 戲劇節目女配角獎   | 孫可芳                                                         | 《天黑請閉眼》             | 獲獎 |
| 2017 | 第52屆金鐘獎   | 戲劇節目女配角獎   | 陳妤                                                           | 《戀愛沙塵暴》             | 提名 |
| 2017 | 第52屆金鐘獎   | 戲劇節目新進演員獎 | 禾語辰                                                         | 《姜老師，妳談過戀愛嗎？》 | 提名 |
| 2017 | 第52屆金鐘獎   | 戲劇節目新進演員獎 | 江宜蓉                                                         | 《戀愛沙塵暴》             | 提名 |
| 2017 | 第52屆金鐘獎   | 戲劇節目新進演員獎 | 孫可芳                                                         | 《天黑請閉眼》             | 提名 |
| 2017 | 第52屆金鐘獎   | 戲劇節目新進演員獎 | 陳妤                                                           | 《戀愛沙塵暴》             | 獲獎 |
| 2017 | 第52屆金鐘獎   | 戲劇節目導演獎     | 王明台                                                         | 《姜老師，妳談過戀愛嗎？》 | 提名 |
| 2017 | 第52屆金鐘獎   | 戲劇節目導演獎     | 北村豐晴                                                       | 《戀愛沙塵暴》             | 提名 |
| 2017 | 第52屆金鐘獎   | 戲劇節目導演獎     | 柯貞年                                                         | 《天黑請閉眼》             | 提名 |
| 2017 | 第52屆金鐘獎   | 戲劇節目編劇獎     | 王孔澂、王詞仰、吳翰杰、林品君、柯貞年、陳世杰、傅凱羚、詹俊傑 | 《天黑請閉眼》             | 提名 |
| 2017 | 第52屆金鐘獎   | 戲劇節目編劇獎     | 徐譽庭                                                         | 《荼蘼》                   | 提名 |
| 2017 | 第52屆金鐘獎   | 戲劇節目編劇獎     | 張可欣、溫郁芳                                                 | 《戀愛沙塵暴》             | 提名 |
| 2017 | 第52屆金鐘獎   | 音效獎             | 盧律銘、簡豐書                                                 | 《天黑請閉眼》             | 獲獎 |
| 2017 | 亞洲電視大獎   | 最佳原創劇本獎     | 徐譽庭                                                         | 《荼蘼》                   | 獲獎 |
| 2018 | 第29屆金曲獎   | 最佳專輯裝幀設計獎 | 盧翊軒《天黑請閉眼電視原聲帶》                                 | 《天黑請閉眼》             | 提名 |
| 2018 | 第53屆金鐘獎   | 戲劇節目獎         | 《花甲男孩轉大人》                                             | 《花甲男孩轉大人》         | 獲獎 |
| 2018 | 第53屆金鐘獎   | 戲劇節目男主角獎   | 盧廣仲                                                         | 《花甲男孩轉大人》         | 獲獎 |
| 2018 | 第53屆金鐘獎   | 戲劇節目女主角獎   | 孫可芳                                                         | 《五味八珍的歲月》         | 提名 |
| 2018 | 第53屆金鐘獎   | 戲劇節目女主角獎   | 嚴正嵐                                                         | 《花甲男孩轉大人》         | 提名 |
| 2018 | 第53屆金鐘獎   | 戲劇節目男配角獎   | 劉冠廷                                                         | 《花甲男孩轉大人》         | 獲獎 |
| 2018 | 第53屆金鐘獎   | 戲劇節目男配角獎   | 蔡振南                                                         | 《花甲男孩轉大人》         | 提名 |
| 2018 | 第53屆金鐘獎   | 戲劇節目女配角獎   | 江宜蓉                                                         | 《花甲男孩轉大人》         | 提名 |
| 2018 | 第53屆金鐘獎   | 戲劇節目女配角獎   | 謝盈萱                                                         | 《花甲男孩轉大人》         | 提名 |
| 2018 | 第53屆金鐘獎   | 戲劇節目新進演員獎 | 盧廣仲                                                         | 《花甲男孩轉大人》         | 獲獎 |
| 2018 | 第53屆金鐘獎   | 戲劇節目導演獎     | 瞿友寧、李青蓉                                                 | 《花甲男孩轉大人》         | 提名 |
| 2018 | 第53屆金鐘獎   | 戲劇節目編劇獎     | 楊壁瑩、詹俊傑、吳翰杰、楊富閔                                 | 《花甲男孩轉大人》         | 提名 |
| 2018 | 第53屆金鐘獎   | 戲劇節目編劇獎     | 溫郁芳、張可欣                                                 | 《五味八珍的歲月》         | 提名 |
| 2018 | 第53屆金鐘獎   | 攝影獎             | 林正忠、劉芸、楊豐銘                                           | 《花甲男孩轉大人》         | 提名 |
| 2018 | 第53屆金鐘獎   | 燈光獎             | 陳志榮、孟培雄                                                 | 《夢裡的一千道牆》         | 提名 |
| 2018 | 第53屆金鐘獎   | 美術設計獎         | 連玉喆、劉基福、陳雅雯                                         | 《五味八珍的歲月》         | 提名 |

## 相關書籍
漫畫植劇場
| 標題                           | 劇本                          | 作畫         | 原動力文化     | 原動力文化             |
| 標題                           | 劇本                          | 作畫         | 發售日期       | ISBN                   |
| ------------------------------ | ----------------------------- | ------------ | -------------- | ---------------------- |
| 戀愛沙塵暴                     | 張可欣／溫郁芳                | 星期一回收日 | 2016年11月9日  | ISBN 978-986-608-170-5 |
| 荼蘼                           | 徐譽庭                        | 薪鹽         | 2016年11月16日 | ISBN 978-986-608-171-2 |
| 魔幻時刻：THE ACTOR 第一集     | 柯雁心                        | HOM          | 2017年2月15日  | ISBN 978-986-608-177-4 |
| 姜老師，妳談過戀愛嗎?          | 王小棣、柯雁心 吳怡           | 簡嘉誠       | 2017年2月15日  | ISBN 978-986-608-175-0 |
| 天黑請閉眼                     | 好風光編劇團隊                | 英張         | 2017年7月19日  | ISBN 978-986-608-180-4 |
| 積木之家                       | 好風光編劇團隊                | 日下棗       | 2017年8月10日  | ISBN 978-986-608-184-2 |
| 五味八珍的歲月                 | 溫郁芳、張可欣 傅培梅（原著） | 左萱         | 2017年9月6日   | ISBN 978-986-608-185-9 |
| 夢裡的一千道牆                 | 王小棣、柯雁心 吳怡靜         | 王登鈺       | 2017年11月15日 | ISBN 978-986-608-190-3 |
| 花甲男孩轉大人                 | 好風光編劇團隊 楊富閔（原著） | 陳繭         | 2018年1月4日   | ISBN 978-986-608-194-1 |
| 魔幻時刻：THE ACTOR 第二集(完) | 柯雁心                        | HOM          | 2018年1月31日  | ISBN 978-986-608-193-4 |

訪談設定集
- 《一場溫柔革命：植劇場全記錄》，「好風光創意執行」與「原動力文化」合著，2018年2月9日發售。ISBN 978-986-960-631-8

## 備註
1. ↑  僅擔任第一單元《戀愛沙塵暴》監製。
2. ↑  自第二單元《荼蘼》起監製。
3. ↑  因劇情篇幅關係，戲份被刪除。

## 外部連結
- 官方网站
- 台視官方網站
- 八大電視官方網站
- 公視官方網站
- 植劇場的Facebook專頁
- YouTube上的植劇場頻道
- 植劇場的Instagram帳戶